# Jerécuaro
Jerécuaro är en kommunhuvudort i Mexiko.   Den ligger i kommunen Jerécuaro och delstaten Guanajuato, i den södra delen av landet, 160 km nordväst om huvudstaden Mexico City. Jerécuaro ligger 1 967 meter över havet och antalet invånare är 7 050.
Terrängen runt Jerécuaro är kuperad åt nordost, men åt sydväst är den platt. Runt Jerécuaro är det ganska tätbefolkat, med 67 invånare per kvadratkilometer. Närmaste större samhälle är Tarandacuao, 17,1 km söder om Jerécuaro. I omgivningarna runt Jerécuaro växer huvudsakligen savannskog.